# Torymus anastativorus
Torymus anastativorus is een vliesvleugelig insect uit de familie Torymidae. De wetenschappelijke naam is voor het eerst geldig gepubliceerd in 1944 door Fahringer.